# Episodi di Absolutely Fabulous (prima stagione)
Questa voce contiene trame, dettagli e crediti dei registi e degli sceneggiatori della prima stagione della serie televisiva Absolutely Fabulous
In Gran Bretagna, la serie è stata trasmessa dalla BBC dal 12 novembre al 17 dicembre 1992.
In Italia la serie è andata in onda su Canal Jimmy nel 2003.
| n° | Titolo originale                                | Titolo italiano         | Prima TV UK      | Prima TV Italia |
| -- | ----------------------------------------------- | ----------------------- | ---------------- | --------------- |
| 1  | Fashion                                         | L'insuccesso            | 12 novembre 1992 |                 |
| 2  | Fat                                             | In forma smagliante     | 19 novembre 1992 |                 |
| 3  | France (titolo alternativo: A Week in Provence) | Una vacanza in Provenza | 26 novembre 1992 |                 |
| 4  | Iso Tank                                        | La vita è un incubo     | 3 dicembre 1992  |                 |
| 5  | Birthday                                        | Buon compleanno         | 10 dicembre 1992 |                 |
| 6  | Magazine                                        | Talk Show               | 17 dicembre 1992 |                 |